# Section de la Fontaine-de-Grenelle
La section de la Fontaine-de-Grenelle était, sous la Révolution française, une section révolutionnaire parisienne.

## Représentants
Elle était représentée à la Commune de Paris par :
- Florent Jean Heussée, né en 1755 fabricant de chocolat demeurant 1083, rue du Bac.
- Antoine Magendie, né en 1748, ancien valet de chambre du général Pange demeurant 847, rue du Bac, près de la rue de l'Université. Il est chirurgien du Comité révolutionnaire de sa section.
- Claude François Adrien Rouval, né en 1757, perruquier demeurant 384, rue de l'Université.

## Historique
La section de la Fontaine-de-Grenelle conserva son nom tout au long de la Révolution.

## Territoire
Une fraction du faubourg Saint-Germain entre la Seine et la rue de Grenelle, d’une part, et les rues de Bourgogne et des Saints-Pères de l’autre.

## Limites
Le bord de la rivière, du pont de Louis XVI à la rue des Saints-Pères ; la rue des Saints-Pères, à droite, jusqu’à la rue de Grenelle ; la rue de Grenelle, à droite, depuis la rue des Saints-Pères jusqu’à la rue de Bourgogne ; la rue de Bourgogne, à droite, jusqu’à la rivière.

## Intérieur
Les rues de Bourbon, de l'Université, Saint-Dominique, à prendre de la rue de Bourgogne à la rue des Saints-Pères ; la rue du Bac, depuis la rue de Grenelle jusqu’au Pont Royal ; les rues de Bellechasse, de Poitiers, de Verneuil, de Beaune, Sainte-Marie, Saint-Guillaume, des Rosiers, etc. ; et généralement tous les rues, places, culs-de-sac, etc., enclavés dans cette limite.

## Local
La section de la Fontaine-de-Grenelle se réunissait dans l’église des Jacobins-Saint-Dominique, aujourd'hui Saint-Thomas-d'Aquin, située sur la place du même nom.

## Population
12 550 habitants, dont 985 ouvriers et 790 économiquement faibles. La section comprenait 2 000 citoyens actifs.

## 9 Thermidor an II
Lors de la chute de Robespierre, le 9 thermidor an II (27 juillet 1794), la section de la Fontaine-de-Grenelle resta fidèle à la Convention nationale.
Rapport d’Edme-Bonaventure Courtois :

« La section de Grenelle, loin de s’assembler au vœu de la Commune rebelle, a marché sur-le-champ, et dès le soir, pour défendre la Convention, à qui elle a juré le plus inviolable attachement. Le lendemain, quand le coup a frappé les traîtres les eût abattus, elle s’est réunie, a renouvelé le serment de fidélité à la Convention, et a confirmé ce qu’avait fait le comité civil. Ce comité s’est montré pur, sans dévier des principes ; il a refusé toute communication avec la commune, et a fait exécuter les lois de la convention. Il a été parfaitement secondé par le comité révolutionnaire, qui s’est conduit dans le même sens, et qui a fait arrêter par la suite les individus prévenus de complicité avec les conspirateurs. »

## Évolution
Après le regroupement par quatre des sections révolutionnaires par la loi du 19 vendémiaire an IV (11 octobre 1795) qui porte création de 12 arrondissements, la présente section est maintenue comme subdivision administrative, puis devient, par arrêté préfectoral du 10 mai 1811, le quartier du Faubourg-Saint-Germain (10e arrondissement de Paris).